# Opération Couper les ailes de l'oiseau
L'opération « Couper les ailes de l'oiseau » est une opération supposée de déstabilisation du groupe Lagardère et Matra par la société Thomson (devenue Thales), alors dirigée par Alain Gomez. 
Ce conflit s'est déroulé de 1992 à 1997, peu après la fusion contestée Matra-Hachette et le fiasco de la candidature de Hachette pour la cinquième chaîne de télévision française.
Thomson aurait monté une opération de déstabilisation du groupe Lagardère, avec la complicité d'un intermédiaire et avocat américain d'origine chinoise, William Lee. Selon la juge d'instruction chargée de l'affaire, les moyens utilisés passaient par la contestation, par des actionnaires de Matra pilotés par Lee, des conditions de la fusion de Matra avec Hachette en 1992. Il s'agissait alors pour Thomson de couper Matra de plusieurs marchés d'armement avec Taïwan : frégates Lafayette, avions Mirage 2000, missiles.
L'affaire s'est terminée par la relaxe de toutes les personnes concernées en raison de la prescription.